# Qarayeri
Qarayeri (ryska: Караери) är en ort i Azerbajdzjan.   Den ligger i distriktet Samux Rayonu, i den västra delen av landet, 300 km väster om huvudstaden Baku. Qarayeri ligger 257 meter över havet och antalet invånare är 5 565.
Terrängen runt Qarayeri är lite kuperad. Runt Qarayeri är det mycket tätbefolkat, med 2 521 invånare per kvadratkilometer.. Närmaste större samhälle är Ganja, 12,5 km söder om Qarayeri.
Trakten runt Qarayeri består till största delen av jordbruksmark.